# Elle est bien bonne
Pour plus de détails, voir Fiche technique et Distribution.
Elle est bien bonne ou Tempête dans un verre d'eau (Sturm im Wasserglas) est un film allemand réalisé par Josef von Báky, sorti en 1960.
Il s'agit d'une adaptation de la pièce de théâtre de Bruno Frank.

## Synopsis
Dr. Thoss, un fonctionnaire territorial particulièrement ambitieux dans son service, ne permet pas à une pauvre femme fleuriste de payer la taxe pour son chien. Afin de montrer au public que les impôts doivent être payés et aussi de se présenter à la prochaine élection municipale, il décide de faire un exemple de la fleuriste : il est déterminé à prendre le chien de la femme et à le faire piquer.
Ce fait est porté à la connaissance du journaliste Hans Burdach, qui est amoureux de la séduisante fille de Thoss, Victoria, mais décide néanmoins de faire connaître un abus de pouvoir scandaleux au public. Le public est tellement indigné que Thoss va devant le tribunal.
À la fin, la vie du chien est épargnée, sa propriétaire appauvrie est fortement indemnisée et les amoureux Hans et Viktoria peuvent désormais envisager un avenir commun.

## Fiche technique
- Titre français : Elle est bien bonne ou Tempête dans un verre d'eau[1]
- Titre original allemand : Sturm im Wasserglas
- Réalisation : Josef von Báky assisté de Werner Bergold
- Scénario : Gregor von Rezzori
- Musique : Werner Eisbrenner
- Direction artistique : Erich Kettelhut, Johannes Ott
- Costumes : Arno Richter
- Photographie : Friedl Behn-Grund
- Son : Erwin Schänzle
- Montage : Caspar van den Berg
- Production : Hans Abich (de), Rolf Thiele
- Société de production : Filmaufbau
- Société de distribution : Europa-Filmverleih
- Pays d'origine :  Allemagne de l'Ouest
- Langue : allemand
- Format : Noir et blanc - 1,33:1 - mono - 35 mm
- Genre : Comédie
- Durée : 96 minutes
- Dates de sortie :
  -  Allemagne de l'Ouest : 3 mai 1960.
  -  France : 12 octobre 1962[1].

## Distribution
- Peter Lühr : M. Thoss
- Therese Giehse : Mme Vogel
- Ingrid Andree : Viktoria Thoss
- Hanns Lothar : Hans Burdach
- Michl Lang (de) : Pfaffenzeller
- Erni Mangold : Lisa
- Harry Meyen : George
- Reinhold Pasch : Möller
- Willy Rösner (de) : Dr. Wirz
- Werner Oehlschläger (de) : Max Küppers
- Klaus Havenstein (de) : Dressel
- Werner Finck : Le vétérinaire
- Franz Fröhlich (de) : Hosinger

## Source de traduction
- (de) Cet article est partiellement ou en totalité issu de l’article de Wikipédia en allemand intitulé « Sturm im Wasserglas (1960) » (voir la liste des auteurs).